# クリス・ジョンソン (1990年生のバスケットボール選手)
クリストファー・ジョンソン  (Christapher Johnson 1990年4月29日 - )は、アメリカ合衆国・オハイオ州コロンバス出身のバスケットボール選手。ポジションはスモールフォワード。

## 来歴
オハイオ州コロンバスの高校から大学も地元のデイトン大学に進学。4年間活躍するも2012年のNBAドラフトでは、どのチームからも指名を受けることは出来ず、 同年夏のNBAサマーリーグでフィラデルフィア・76ersの一員として参加。シーズン前のキャンプではロサンゼルス・クリッパーズとオーランド・マジックのキャンプに参加するも、いずれも解雇された。翌月のDリーグドラフトで、リオグランデバレー・バイパーズから指名され、NBAでのプレーを目指すことになる。そして2013年1月23日にメンフィス・グリズリーズと10日間契約を結びNBA入り。2度目の10日間契約終了後、グリズリーズとの契約更新はならず、バイパーズに復帰。
2013-14シーズン開幕前はブルックリン・ネッツのシーズン前キャンプに参加するも、開幕直前に解雇され、バイパーズでのプレーでチャンスを窺うことになり、2014年1月17日にボストン・セルティックスと10日間契約を結び、2月には複数年契約を勝ち取ったが、9月25日に解雇された。
2014-15シーズンはフィラデルフィア・76ers、ユタ・ジャズ、ミルウォーキー・バックスでプレーした後、2015年3月26日にユタ・ジャズと再び10日間契約を結び、その後複数年契約を結んだ。
2017年9月21日、ヒューストン・ロケッツとトレーニングキャンプに関する契約を結んだ。

### 国外でのキャリア(2017-)

#### イスラエルでのキャリア(2020-2025)

##### ハポエル・エルサレム(2023-2025)
2025年7月18日、LNBプロAに所属するエラン・シャロンへの加入が発表された。